# Kromme Elleboog (Steenbergen)
De Kromme Elleboog (Steenbergs: Kromme Ellebòòg) is een straat in de stad Steenbergen, in de Nederlandse provincie Noord-Brabant.
De straat staat nagenoeg haaks op de Kaaistraat, de hoofdstraat van Steenbergen, en heeft tevens een verbinding met de Visserstraat die hier parallel aan loopt. In de straat geldt eenrichtingsverkeer voor gemotoriseerde voertuigen.